# Népliget
A Népliget Budapest legnagyobb közparkja, a X. kerületben, a VIII. és a IX. kerület határán. Bár a park  teljes területe Budapest X. kerületéhez tartozik, sokan a délnyugati sarkától kevesebb mint száz méterre lévő Groupama Aréna, a Ferencvárosi TC stadionja miatt a IX. kerülethez, azon belül is a Ferencvároshoz tartozónak vélik. A parkot az 1860-as években kezdték el kialakítani ilencfalvi Sárkány József városi tanácsos indítványára, legnagyobb kiterjedését 1942-ben érte el. Jelenleg fás, virágos, pázsitos park, belső sétányokkal, szobrokkal, emlékművekkel, 112 hektáron. Azonban területének jelentős részét foglalják el a nyilvánosság elől elzárt sportlétesítmények,így a ténylegesen közparknak tekinthető zöldfelület ennél lényegesen kisebb, nagyjából az összterület fele.

## Története
A kőbányai futóhomok megkötésére 1855-ben akácfákkal kezdték beültetni a poros területet. 1868-ban született meg a terv egy park létrehozására az Üllői út mellett. Utat építettek, fákat ültettek, kijelölték a nép szórakoztatására szolgáló területeket. Itt azelőtt homokbánya, majd szeméttelep volt. 1870-ben platánfákat, hársakat, amerikai kőriseket, juharfákat ültettek, s ezzel létrejött a parknak a ma is látható, sajátos hangulata.
Az 1910-es évektől kezdve a Mutatványosok tere volt a Népliget egyik legnépszerűbb része. Komplett vigalmi negyed, ahol gyorsan megszülettek a színesre festett, lampionnal díszített szórakozóhelyek: volt mozi, vendéglők, dodzsem, cirkusz, céllövölde, barlangvasút, kör- és hajóhinta. Itt állt Kemény Henrik Bábszínháza és Közép-Európa legnagyobb és leghosszabb hullámvasútja is, „A Kárpátoktól az Adriáig” szlogennel.
A Magyarországi Tanácsköztársaság idején a parkban nagyméretű játszótereket alakítottak ki.

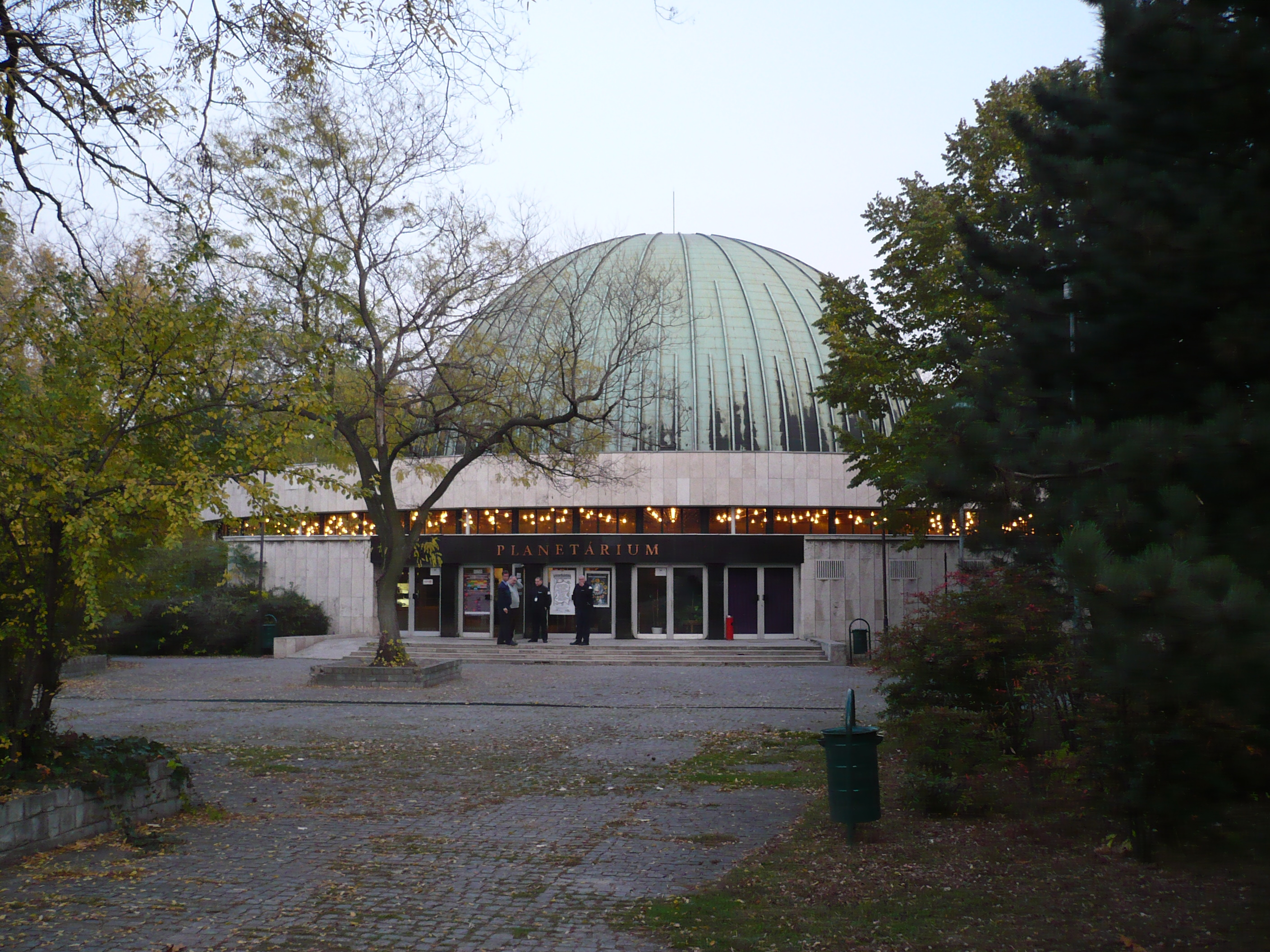
A Planetárium

1933 és 1935 között a Népligetet Räde Károly tervei alapján átalakították, felújították. A Magyar-Lengyel Egyesület kezdeményezésére jelölték ki a parkban a Lengyel Sétány útvonalát, s állították ott fel a Lengyel légionisták emlékművét, Pankotai Farkas Béla szobrász alkotását 1935 márciusában. A Népligetet, amelynek beceneve a pesti szlengben a "Nepcsi" volt, a tehetősebb polgárok Városligetével szemben, annak idején inkább a munkásosztály látogatta.
Az első, 1936-os futamra kiépített pályán 1972-ig rendeztek autó- és motorversenyeket. A széles, kanyargós sétányok ezután a tanulóvezetők kedvelt gyakorlóterepévé váltak.
A park 1942-ben érte el a legnagyobb kiterjedését. Ekkor kezdték meg az Budapesti Elektromos Művek népligeti alállomásának építését, amelyet 1965-ben tovább bővítettek.
A MÁVAG 1946-ban a Vajda Péter utca déli oldalán próbapályát épített, hogy kipróbálja rajta a frissen elkészült mozdonyait és motorkocsijait. (Különlegessége a legalább négyféle szélességű, a keskeny, a normál és széles nyomtáv kiépítettsége egy vágányban, továbbá a felette kifeszített felsővezetéket is különböző feszültségekkel tudták megtáplálni.) 1953-ban a körvasút töltése mentén az Üllői útig hosszabbították meg, hogy az épülő 2-es metróra tervezett két Ganz metrókocsi mindössze 1954-ig használhassa. A hossza ezáltal 3 km-re nőtt. 1959-ben a MÁVAG és a Ganz Vagongyár Ganz–MÁVAG néven egyesült. 1970-ben leválasztották a metró egykori szakaszát és 1980-ig a villamosvasúti járművek próbafutásai mellett villamosvezetőket képeztek rajta. (Belőle egy BKV raktár maradt.) A 700 méter hosszú nagyvasúti próbapályán 1986-ban vonult végig az utolsó menet, végül az ezredfordulóra bontották el teljesen.
1946-tól már rendszeresen itt rendezték majálisaikat a környék nagyobb ipari üzemei. A Kőbányai Egészségház (Szakorvosi Rendelőintézet) 1949-ben nyílt meg, majd 1975-ben új épülettel bővült. 1952-től kezdve számolták fel a mutatványos telepet.
A Népligetben található az 1977-ben megnyitott és 2017-ben bezárt Planetárium is, amelynek 23 m átmérőjű kupolájában csillagászati előadásokat és pop- illetve klasszikus zenével kísért lézerbemutatókat tartottak.

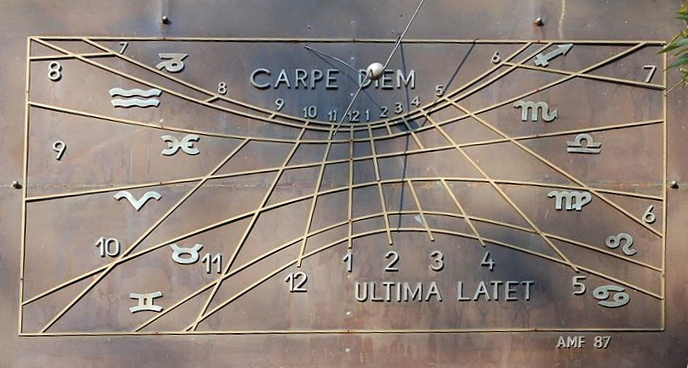
Napóra a Népligetben.
Alkotó: Ponori Thewrewk Aurél

A park névtelen útjait az 1980-as években főleg magyar botanikusokról és a Főkert régi főkertészeiről nevezték el, pl. Degen Árpád sétány, Borbás Vince sétány, Domokos János sétány, Andreánszky Gábor sétány, Ilsemann Keresztély sétány, Simonkai Lajos sétány, Schilberszky Károly sétány, Trautmann Róbert sétány, Räde Károly sétány, Radó Rezső körönd stb., de sétányt neveztek el a Népligetben Dr. Gecse Albertről (1917–2004), a Kőbányai Helytörténeti Gyűjtemény egyik alapítójáról, Lechner Ödönről, Feszl Frigyesről, Hell Miksáról, Márkus József (1852–1915) polgármesterről és Carl von Linnéről.
A Népligetben található az 1987-ben megnyitott Jurta Színház, amely társulatának (Magyar Színkör) egy évvel későbbi feloszlását követően a rendszerváltás egyik kitüntetett helyszíne lett, ahol politikai gyűléseket tartottak.
1991-től 2008. július 17-ig működött a Jurta Színház épületben az E-Klub, amelynek helyére, még ugyanabban az évben, a Diesel Club költözött be. Az épület alsó szintjén 1997-től néhány évig működött a Láthatatlan Kiállítás. Az épületet és udvarát ismételten átépítették, a Láthatatlan Kiállítást 2013 körül új helyre költöztették. Azóta kizárólagosan éjszakai szórakozóhelyként, Liget Club néven üzemel.

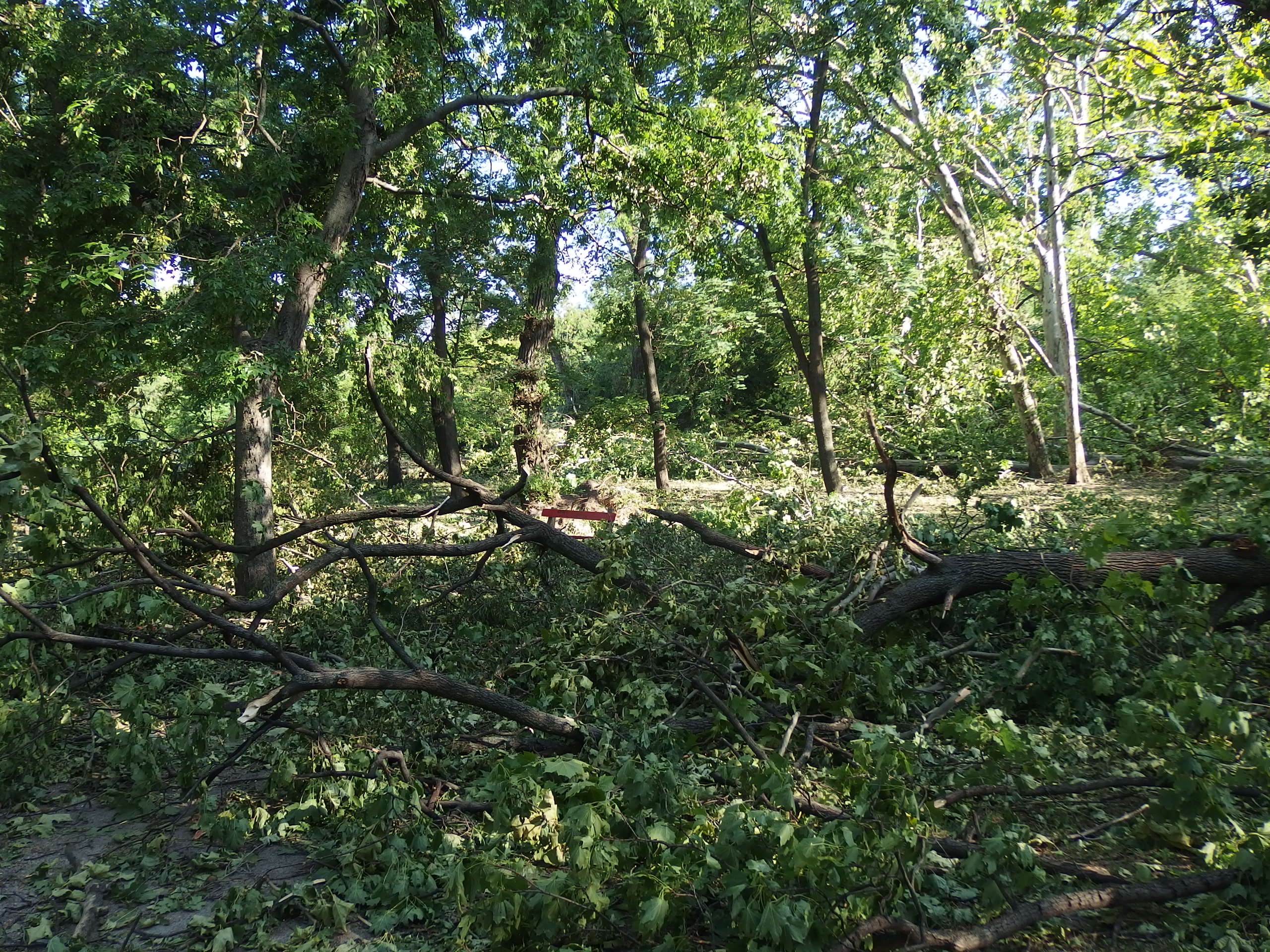
A 2015. júliusi vihar pusztítása

A 2015. július 8-án Kőbányán is átvonult erős vihar következtében a Népligetben tucatjával dőltek ki a fák és szakadtak le ágak. A Főkert Nonprofit Zrt. a balesetveszély miatt pár hétre lezárta a parkot a károk felszámolásáig. A Főkert becslése szerint a helyreállítási munkálatok költsége a több tízmillió forintot is elérheti.
Az értékes növény- és állatvilágú, szebb napokat látott parkot a hajdani 100 helyett ma már mindössze nyolc hivatásos kertész gondozza. Munkájukat időnként önkéntesek segítik.

### A Vurstli

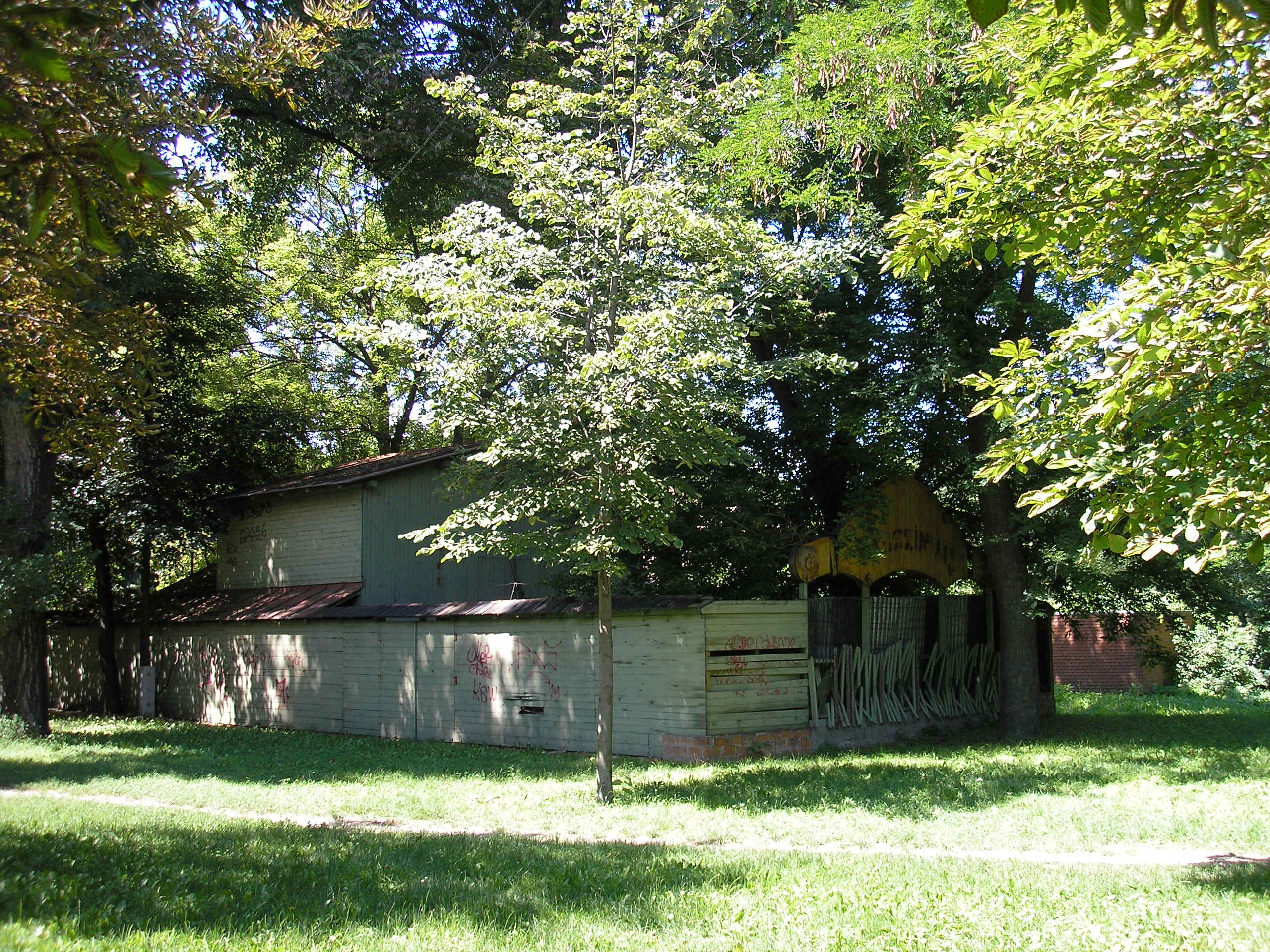
A bábszínház 2009-ben

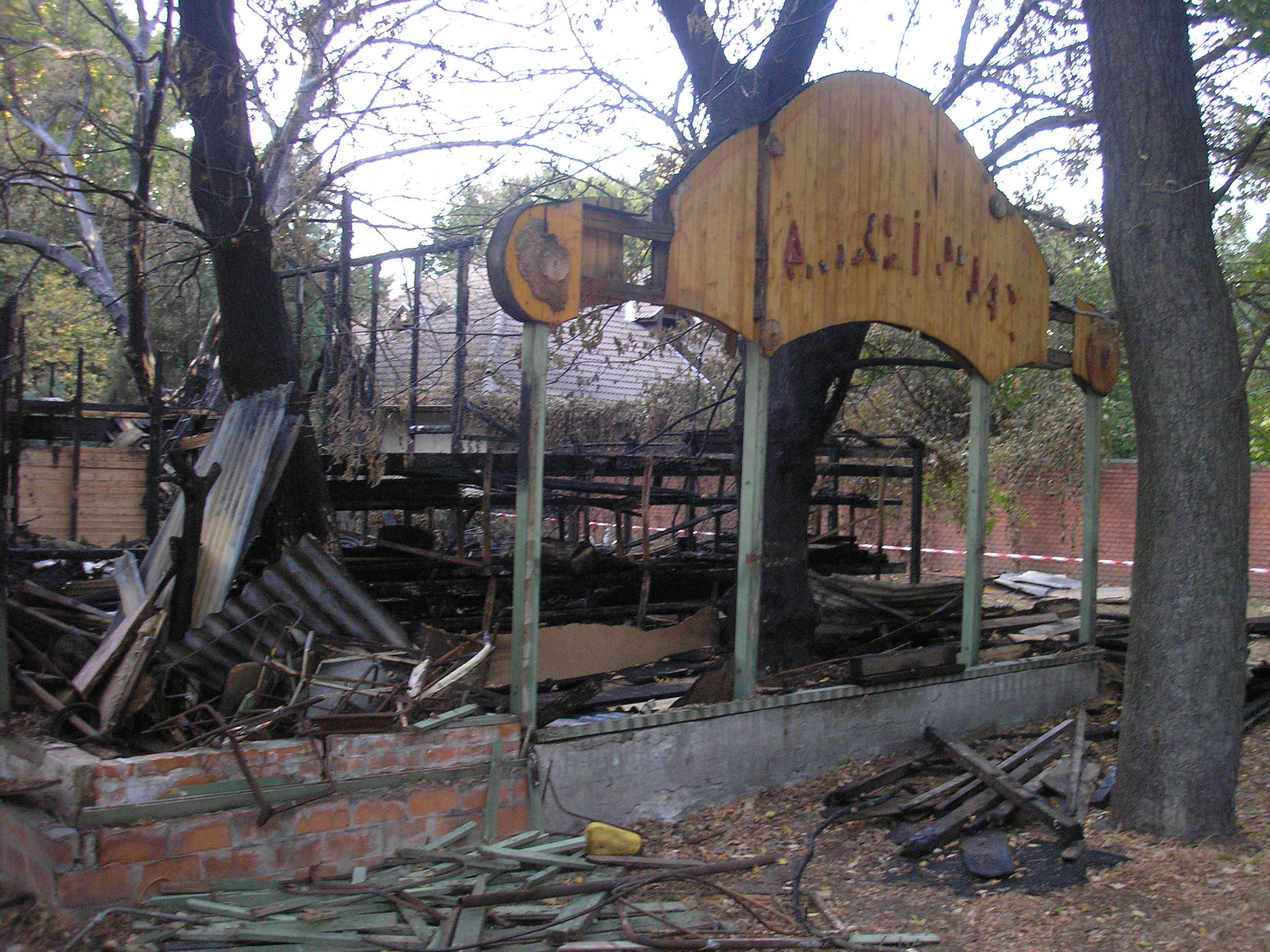
Kemény Henrik bábszínháza a tűz másnapján

A Városliget rendezése, a Széchenyi gyógyfürdő építése, majd főként bővítése miatt a városligeti Vurstli mutatványosai egyre szűkebb területre szorultak össze. Sokak számára egyáltalán nem maradt hely. Az 1910-es években kiszorult mutatványosok a tágasabb Népligetben találtak új otthonra. Eleinte főként a kisebb, egyszerűbb mutatványok települtek ide, később azonban látványos fejlődés indult meg. A fénykorban, a harmincas években óriáskerék, dodzsem, barlangvasút, ródli, valamint egy igen hosszú hullámvasút, de még műszínkör is működött. Ezek mellett körhinták, vendéglők, cukrászdák, mozik, céllövöldék, bábszínházak is üzemeltek.
A terület központja a mai Mutatványos tér volt. A vurstli 1944-ben komoly bombatalálatokat kapott a közeli pályaudvar miatt, de még a háború után is működött, míg az államosítások idején rendeletileg egyik napról a másikra be nem zárták az ötvenes évek elején. Néhány mutatvány ennek ellenére tovább működött, 1966-ban még volt dodzsem, céllövölde, kisebb körhinta és bábszínház. 1967-ben a bábszínház és a parkot karbantartó kertészet épületeinek kivételével ezek is eltűntek. (A FŐKERT Nonprofit Zrt. üzemi épülete ma is áll. Falán tábla emlékezik meg Kemény Henrik egykori bábszínházáról.)
Kemény Henrik híres, de évtizedek óta üresen álló bábszínházát 1982-ben kultúrtörténeti emlékké nyilvánították, majd alapítványi segítséggel 1989-ben gyakorlatilag újra felépítették, de képtelen volt gazdaságosan működni, a megnyitó díszelőadása volt az egyetlen, többé nem tartottak benne előadást. 2011. október 3-a éjjelén az akkor már újra romossá váló faszerkezetű épület porig égett, a maradványokat eltávolították.

### A Centenáriumi Park

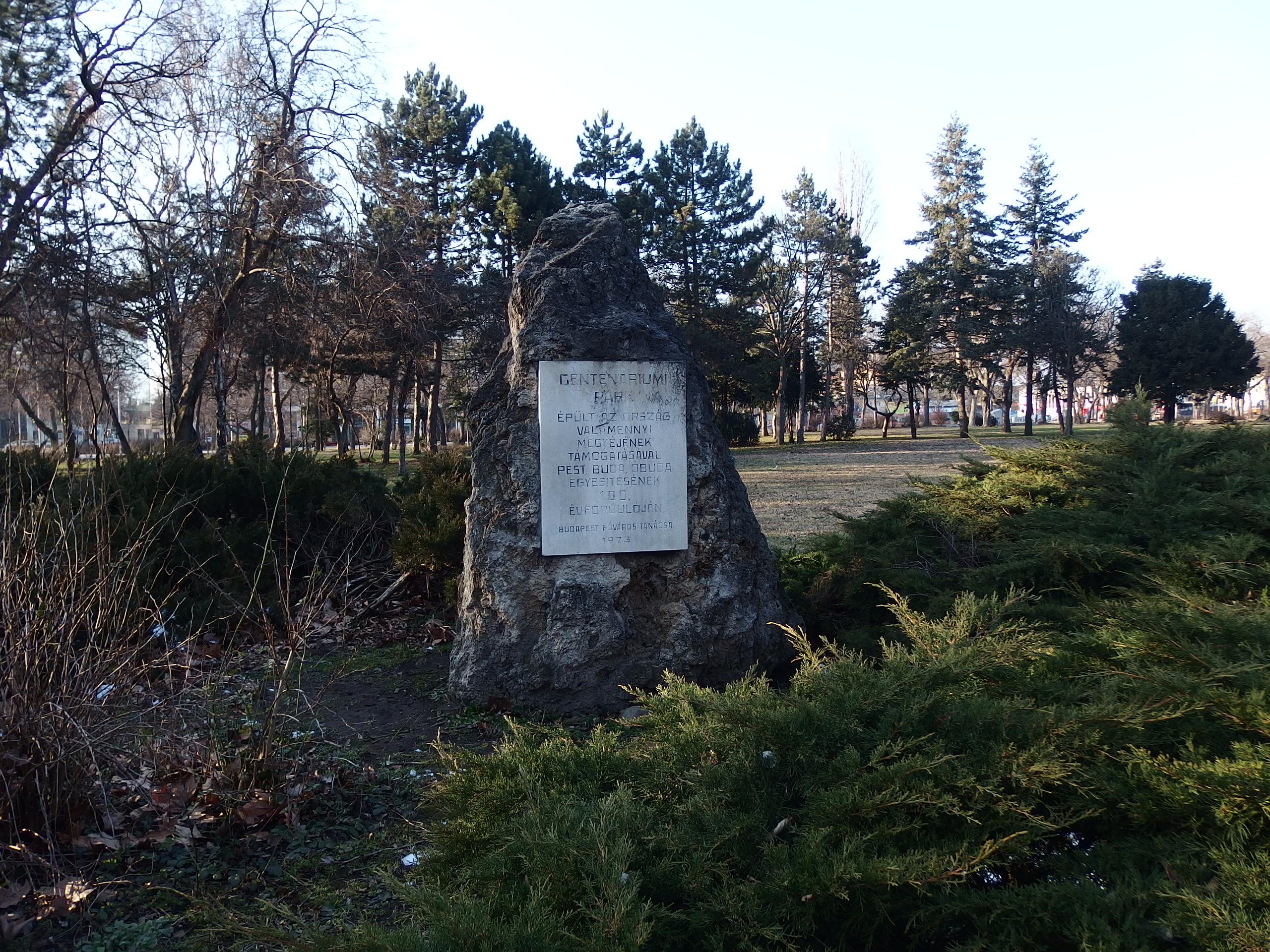
Centenáriumi Park emlékkő

A Népliget egyik része a Centenáriumi Park, amelyet a három városrész, Pest, Buda és Óbuda egyesítésének 100 éves évfordulójára emlékezve létesítettek. 1973 őszén adták át a Könyves Kálmán körút mentén, a Népliget délnyugati szélén fekvő, néhány hektárnyi területen. A modernista stílusú kertben a főváros és a megyék összetartozásának szimbólumaként az ország 19 megyéje létrehozott egy-egy, az adott megyére jellemző, tematikus kertrészt. 1100 fát és 8300 díszcserjét, számtalan évelőt ültettek ki a megújult kertbe. Vízmedencék, csobogók, szobrok, emlékkövek, pergolák és lugasok díszítették a parkot, a kertrészeket sétautak kötötték össze. A Centenáriumi Park karbantartás híján hamar tönkrement, a medencék víz nélkül álltak, a műalkotások egy részét megrongálták. 2010 óta már jobbára csak néhány pusztuló, repedezett sétaösvény és üres, vagy betemetett medence emlékeztet az egykori parkra. A közelmúltban néhány műalkotást felújítottak, ilyen a 2010-ben rendbe hozott Göcsej című dombormű, amely Németh János alkotása.

### Sétáló Naprendszer

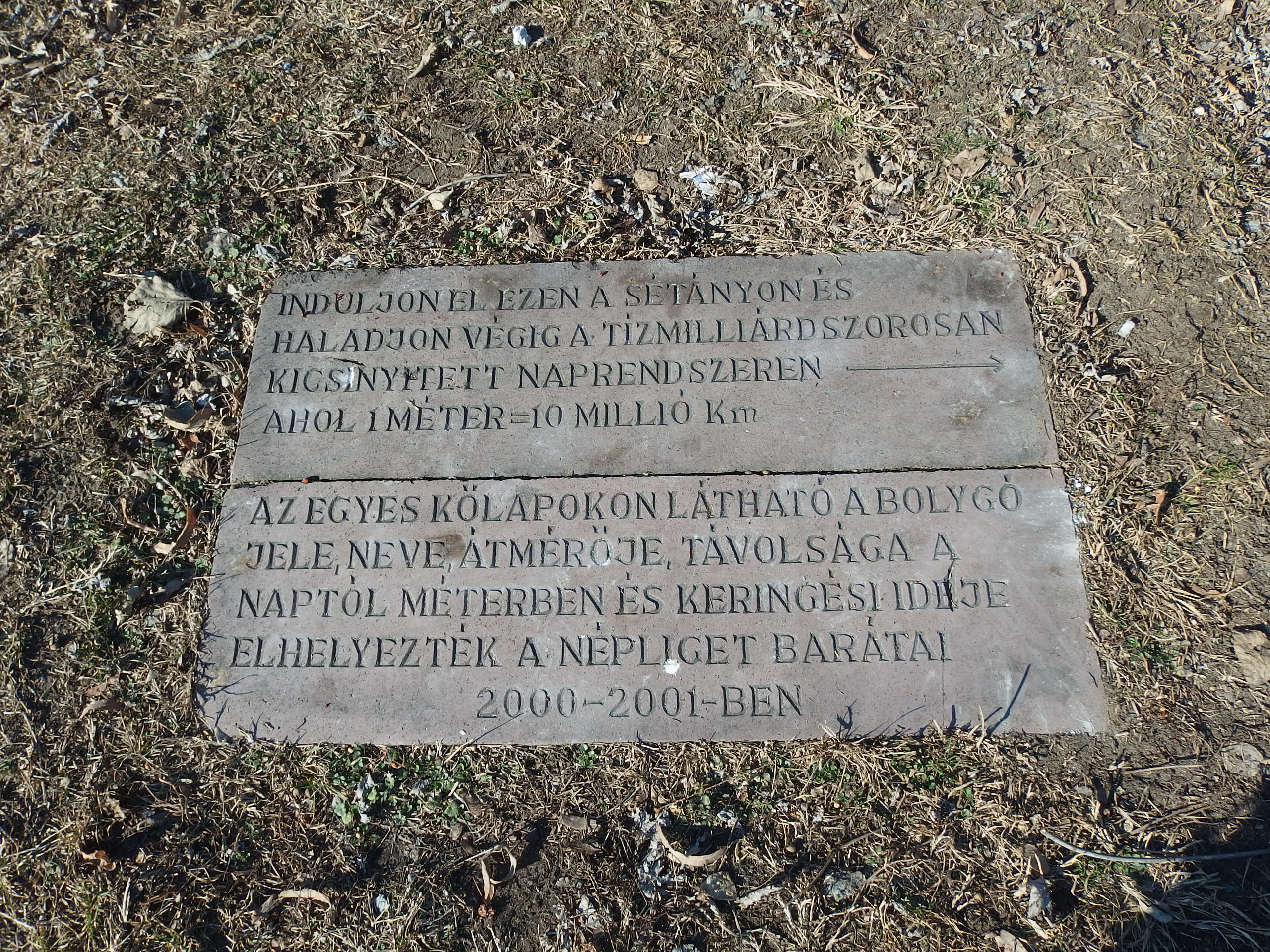
A Sétáló Naprendszer kiindulópontja

A Sétáló Naprendszer a Népliget egyik érdekessége, mely a Naprendszer egy a tízmilliárdhoz arányú jelképes megjelenítése. 2001-ben készült el, tervezői Mátis András planetáriumi előadó és Pesti László nyugalmazott főkertész voltak. Kiindulópontja a Planetárium mögötti lépcső melletti Nap, vége a Pluto a Vajda Péter útnál. Teljes hossza körülbelül 650 méter, egy lépés mintegy hatmillió kilométert jelent. A Föld és a Hold távolsága ebben a léptékben 3,5 centiméter. Az egyes objektumokat jelölő kőlapok az Ifjúság sétányon a járda mellett találhatók, ezek egymástól való távolsága méretarányos. A bolygók neve, jelük, keringési idejük, valamint arányos méretük a kőlapokra vannak vésve. Ebben a kicsinyítésben a legközelebbi állócsillag 4100 kilométer távolságban lenne. A modell kiválóan szemlélteti a Naprendszer hatalmas méretét és „ürességét”.

## Közlekedése

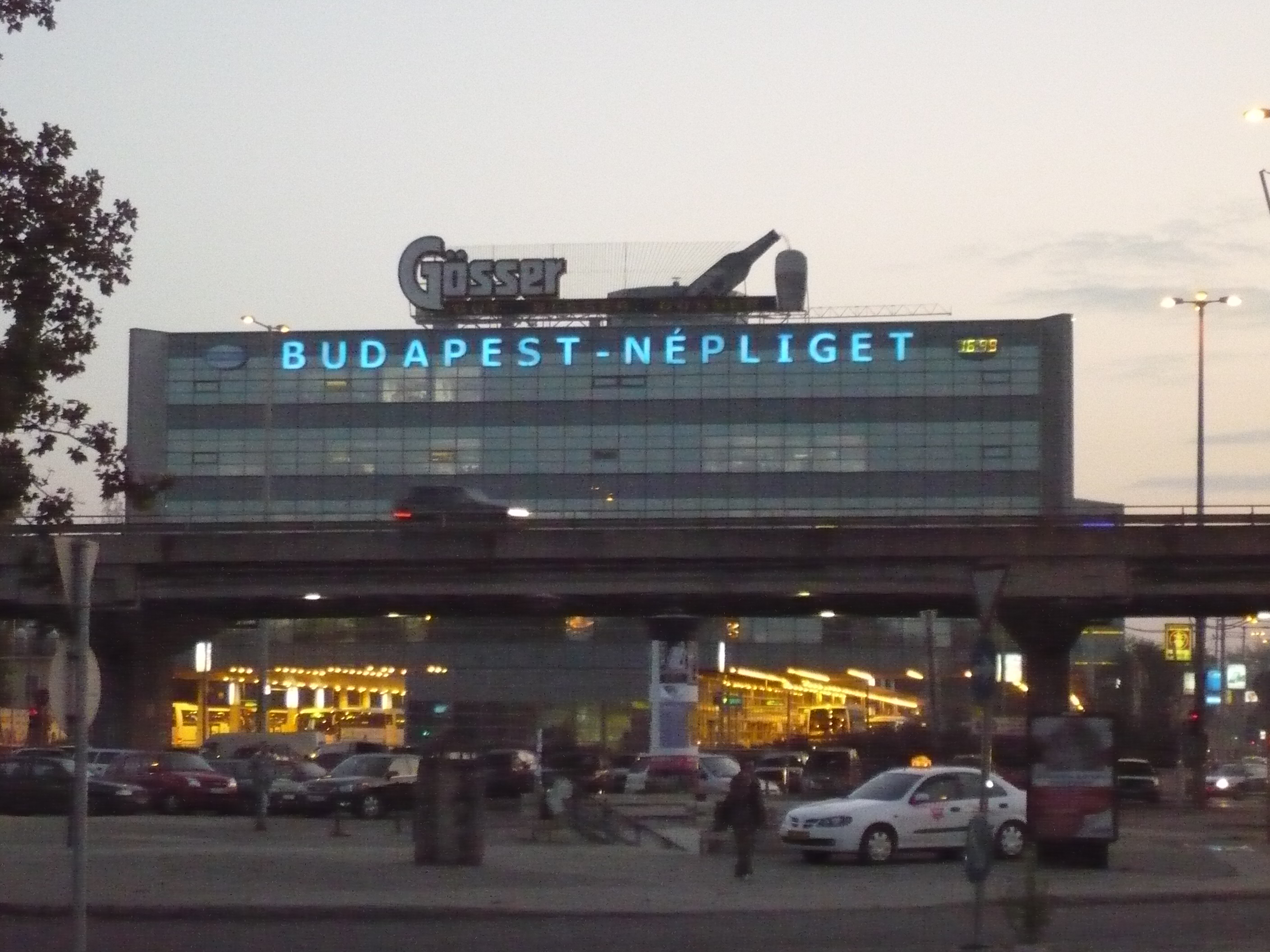
A népligeti Volánbusz-állomás

- Közvetlen szomszédságában (IX. kerület, Üllői út 131.) található a Volánbusz 2001-ben épült Népliget autóbusz-állomása. A állomásról a nemzetközi, a dunántúli és a 4-es, M5-ös, 5-ös főutakon közlekedő távolsági járatok, valamint a Dabas, Taksony környéki járatok indulnak.[17]
- Megközelíthető továbbá az Üllői út alatt futó M3-as metró Népligeti állomásától, illetve a szintén forgalmas Könyves Kálmán körúton a parkot három megállóval érintő 1-es és 1A villamos segítségével. A parkot keresztben szeli át a Vajda Péter utca, amelyen a 99-es és a 217E jelzésű buszjárat halad végig. Az Üllői út és a Könyves Kálmán körút találkozásánál elérhető továbbá a 83-as trolibusz, illetve a 254E busz végállomása is.

## Egykori és mai látnivalók, emlékművek
- Centenáriumi Park (1973)[18]
  - Centenáriumi Park emlékkő (1973)[19]

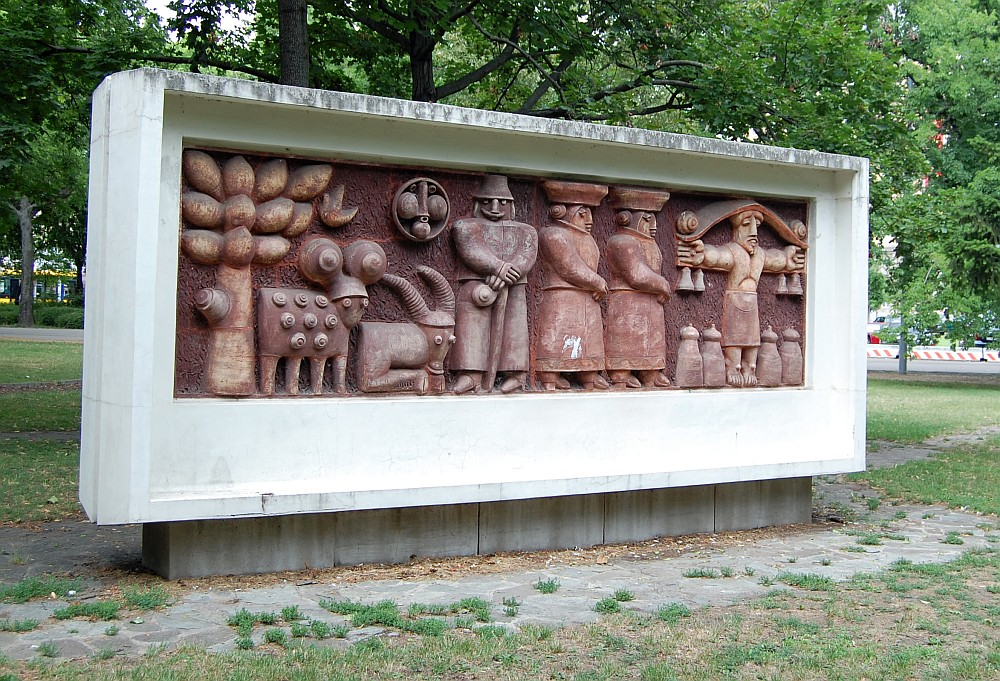
Göcsej-dombormű

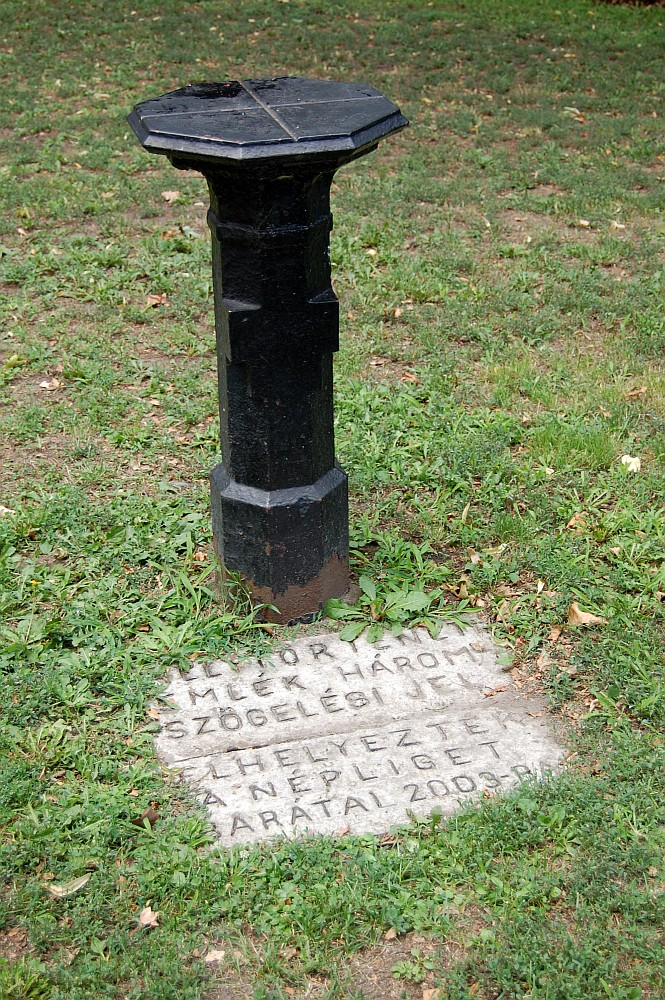
Háromszögelési jel

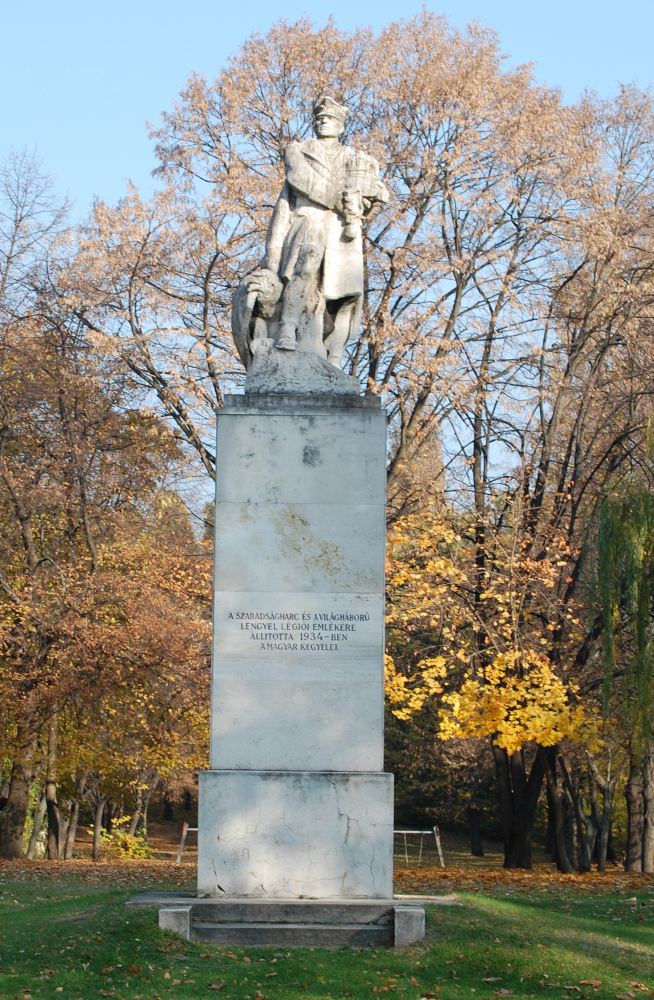
Lengyel légionisták emlékműve
alkotó: Pankotai Farkas Béla

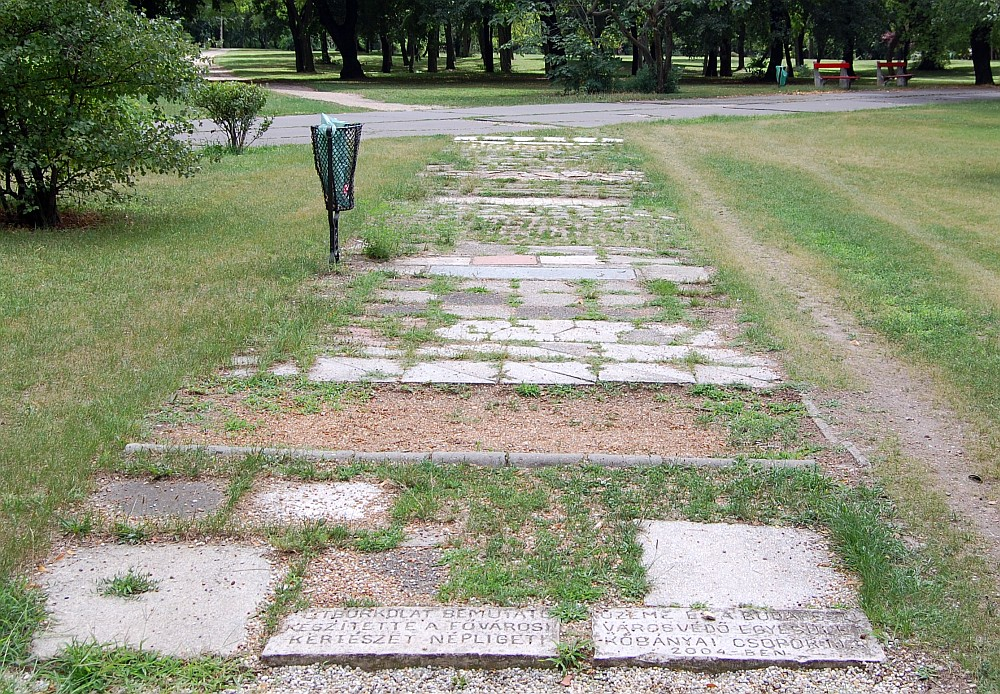
Útburkolat bemutató

  - Badacsony-Balaton térforma (Veszprém megye ajándéka)[20]
  - Borsod-Abaúj-Zemplén megye térképe dombormű (Borsod-Abaúj-Zemplén ajándéka)[21]
  - Fejér megye címeres emlékkő (Fejér megye ajándéka)[22]
  - Geometrikus térfal (Tolna megye ajándéka; Lebontották)[23]
  - Göcsej-dombormű (Zala megye ajándéka; alkotó: Németh János)[24]
  - Hármas-Körös csorgó (Békés megye ajándéka)[25]
  - Siklós-Villány márvány obeliszk (Baranya megye ajándéka; alkotó: Bocz Gyula)[26]
  - Szökőkút (Nógrád megye ajándéka; Elpusztult)[27]
- Diákság a népi kultúráért. Az 1848-as Székesfővárosi Szépmíves Líceum Szabadság parkja (1948; 1974-ben területrendezés miatt lebontották, majd 1978-ban régi helye közelében újra felállították; elveszettnek hitt fatábláját a restaurálást követően, 1982-ben ünnepélyes keretek között újra átadták; tervezte: Szőnyi József)
- Díszkút (a korábban a Szent Rókus-kápolna előtt állt díszkutat 1995-ben állították fel a Népligetben, a Planetárium közelében.)
- Az FTC olimpiai bajnokainak sétánya (1999; A Ferencvárosi Torna Club olimpiai bajnokainak mellszobrai az 1932-1934 között épült, eredetileg Ganz-MÁVAG sporttelep /ma FTC-MVM Sportközpont/ területén volt)
- Halászleány-kút (1862; 1899-ben került a Népligetbe, az 1932-1937 között épült Diákstadion /1960-tól Építők Sporttelep, ma FTC 2. Utánpótlás Centrum/ található; alkotó: Dunaiszky László)
- Háromszögelési jel. Helytörténeti emlék (2003; a Mutatványos téren elhelyezték a Népliget Barátai)
- Ilencfalvi Sárkány József emléktábla (1873; 1985-ben felújították; a Planetárium előtt található)
- Kemény Henrik Bábszínháza (1967-ben a bábszínház kivételével a Mutatványos tér épületeit elbontották. A bábszínházat 1989-ben felújítva egy díszelőadás keretében átadták, de azután már nem voltak benne előadások. 2011-ben az épület leégett.[16])
- Kopjafák (1989; a volt Jurta színház előtti tisztáson; alkotó: Berky Tibor, Madaras Gyula, Barabás László)[28]
- Kőművesfiú című szobor (tervezője ismeretlen)
- Lengyel légionisták emlékműve (1935; alkotó: Pankotai Farkas Béla)
- Karl von Linné emlékkő (1978)
- Nagyvendéglő, vagyis a Budapesti Nagy Sörcsarnok (romantikus stílusú emeletes épület; megnyitott 1895-ben; 2018-ban lebontva[29])
- Napóra (1977; Planetárium; alkotó: Ponori Thewrewk Aurél)[30]
- Nőalak kígyóval (1830; 1896-ban került a Népligetbe a Planetárium elé; alkotó: Bauer Mihály[31])
- Oroszlános kút (1805; 1896-ban került a Népligetbe a Planetárium elé; 1998-ban visszavitték az eredeti helyére; alkotó: Kasselik Fidél)[32]
- Planetárium (1977; tervező: Tömöry Tamás és Lux László), valamint a benne működő LézerSzínház
- Sétáló Naprendszer (2000-2001; az Ifjúsági sétányon; elhelyezték a Népliget Barátai)
- Tinódi Lantos Sebestyén bronz szobra (1955-ben került a Népligetbe, a Könyves Kálmán körúttal párhuzamos sétányon; alkotó: Bezerédi Gyula)
- Útburkolat bemutató (2004; készítette a Fővárosi Kertészet Népligeti üzeme és a Budapesti Városvédő Egyesület Kőbányai csoportja)
- Víztorony (1892-1893 között épült)[33]